# عزلة آل أحمد بن كول (الجوف)

تعديل مصدري - تعديل

عزلة آل أحمد بن كول هي إحدى عزل مديرية برط العنان في محافظة الجوف اليمنية ويبلغ تعداد سكانها 12008 نسمة حسب التعداد السكاني في اليمن لعام 2004.

## روابط خارجية
- الجهاز المركزي للإحصاء بالجمهورية اليمنية
- المركز الوطني للمعلومات باليمن
- World Gazetteer:Yemen
- الدليل الشامل